# كونتيسة كاغليوسترو
كونتيسة كاغليوسترو، بالفرنسية (La Comtesse de Cagliostro)، رواية بوليسية من تأليف موريس لوبلان ظهرت فيها شخصية أرسين لوبين، نشرت لأول مجزأة على 42 جزءاً بين ديسمبر/كانون الأول 1923 إلى نهاية يناير 1924 في جريدة Le Journal، قبل أن يعاد نشرها مجمعة في مجلد في يوليو/ تموز 1924.

## ملخص الرواية
تكشف الرواية عن بدايات أرسين لوبين، تدور أحداثها في إقليم النورماندي وتصور علاقة الحب بين راؤول أندريزي (أرسين لوبين) وكلاريس إيتيغ ابنة البارون إيتيغ. يعارض البارون هذه العلاقة باعتبار راؤول شابا بسيط لا يملك لا لقبا ولا ثروة. في أحد الأيام، يتنصت راؤول سرا على محادثة جرت بين البارون وأصدقائه، حول امرأة غامضة يخططون للتخلص منها، تدعى بالكونتيسة كاغليوسترو، لكن راؤول يفشل هذا المخطط، ويقوم بإنقاذ الكونتيسة من محاولة القتل، ويكتسب عداوة البارون إيتيغ وأصدقائه، وهكذا كانت انطلاقة مغامرات أرسين لوبين.

هذا النص في مقدمة الرواية، والذي يلخص الحبكة بشكل مثالي:
إنها المغامرة الأولى لأرسين لوبين، ولربما كانت ستُنشر قبل غيرها لولا رفضه المتكرر والحازم.
- لا
كان يقول.
- بين الكونتيسة دي كاليغوسترو وبيني، الأمور لم تُحل بعد. دعونا ننتظر.

واستمر الانتظار أطول مما كان يتوقع. فقد مضى ربع قرن قبل أن يتم التوصل إلى التسوية النهائية. واليوم فقط بات من الممكن سرد القصة الرهيبة عن المواجهة العاطفية المروعة التي دارت بين شاب يبلغ من العمر عشرين عامًا وابنة كاليغوسترو.

## الالغاز
يتم تقديم أربعة ألغاز في هذه الرواية، منقوشة على الجزء الخلفي من المرآة السحرية الخاصة لكاليوسترو، والتي لم يُكمل فك شيفرتها:
1. قوة الحظ (In Robal Fortuna): تم حلها في "المحققة دوروثي Dorothée danseuse de corde".
2. أحجار الملوك البوهيميين: تم حلها في "جزيرة الثلاثين تابوتا".
3. ثروات ملوك فرنسا: تم حلها في "الإبرة المجوفة".
4. الأديرة السبع: تم حلها في "كونتيسة كاغليوسترو".

### لغز الأديرة السبع
يمثل لغز الأديرة أحد أبرز عناصر التميز في الرواية. يشرح موريس لوبلان هذا اللغز بقوله:
« فيما يتعلق بالثروات الدينية في العصور الوسطى، الثروات التي ترغبون، أنتم شخصيًا، في توجيهها إلى خزائن جمعية يسوع – إليكم ما توصلنا إليه: هذه الهبات، التي تم جمعها من جميع المقاطعات، أُرسلت إلى الأديرة السبع الكبرى في منطقة كاو وشكلت ثروة مشتركة… »
وهذه الأديرة السبع هي:
1. فيكامب (Fécamp)
2. سان واندرِل (Saint-Wandrille)
3. جومييج (Jumièges)
4. فالمون (Valmont)
5. كروش-لو-فلاس (Cruchet-le-Valasse)
6. مونتيفلييه (Montivilliers)
7. سان جورج دي بوشرفيل (Saint-Georges de Boscherville)

ما يجعل هذه الرواية مميزة هو الطريقة العبقرية التي يكتشف بها لوبين، المعروف هنا باسم راؤول ديتيغ، سر هذه الأديرة وتحديد اسم الدير الذي يخبئ الكنز. تتميز هذه المغامرة بالتشابك بين التاريخ، الرموز الدينية، والألغاز التي تحمل القارئ في رحلة مليئة بالإثارة والغموض.

## الكونتيسة دي كاليسترو
الكونتيسة دي كاليسترو، كما وصفها موريس لوبلان، شخصية غامضة تجمع بين الخيال والواقع التاريخي. وفقًا للرواية، هي الابنة غير الشرعية للمغامر الإيطالي جوزيف بالسامو (المعروف بـكاليسترو) وجوزفين دو بوهارنيه. ولدت في باليرمو في يوليو 1788، مما يعني أنها تبلغ من العمر 106 سنوات أثناء أحداث القصة، لكنها تبدو وكأنها في الثلاثينيات من عمرها. لوبلان يشير أيضًا إلى تأثير رواية ألكسندر دوما حول جوزيف بالسامو، التي ساهمت في ترسيخ شخصية كاليسترو في الخيال الشعبي.

لوبلان يصف الكونتيسة كالتالي:
وجهها كان جميلًا للغاية، مصممًا بخطوط نقية للغاية ومفعمًا بتعبير يبدو وكأنه ابتسامة حتى في حالة الجمود أو الخوف. بذقن رفيع قليلاً، وعظام وجنتين بارزتين، وعيون لوزية الشكل، وأجفان ثقيلة، كانت تذكرنا بنساء ليوناردو دافنشي أو بالأحرى بيرناردينو ليني، حيث تكمن كل روعتهن في ابتسامة خفية غير مرئية ولكنها مفهومة، تلك الابتسامة التي تثير المشاعر وتثير القلق في الوقت ذاته.
رغم مظهرها الشبابي، تحتاج الكونتيسة إلى وسائل "للشباب الدائم"، باستخدام تقنيات العصر، كما يظهر في المشهد الذي تنظر فيه إلى مرآة، تضع قطرات من سائل غامض، وتستخدم قطعة حرير لتجديد نضارتها.

ما يميز الكونتيسة ليس فقط جمالها أو عمرها الغامض، بل معرفتها الدقيقة بماضي أرسين لوبين نفسه. في مشهد مذهل، تكشف الكونتيسة تفاصيل طفولة لوبين:
اسمه الحقيقي هو أرسين لوبين. والده، ثيوفراست لوبين، كان يعمل كمدرب ملاكمة و"سافات" (فن قتال فرنسي)، وأيضًا كـ"محتال محترف". توفي في السجن بالولايات المتحدة. والدته عاشت كقريبة فقيرة لدى دوق درو-سوبايز. في عمر السادسة فقط، سرق لوبين "عقد الملكة ماري أنطوانيت" في عملية جريئة وخارقة للعادة.
أحد التحديات التي واجهها موريس لوبلان هو العثور على خصم يستطيع مجاراة عبقرية أرسين لوبين. منذ البداية، استلهم لوبلان شخصية لوبين من أعمال مثل شارلوك هولمز لـ كونان دويل وشخصية رافلز A. J. Raffles، اللص النبيل ذو القبعة العالية والمونكل. ومع ذلك، كان يواجه صعوبة كبيرة في إيجاد "عدو لدود" مكافئ لشخصية مثل جيمس موريارتي في عالم هولمز.
لذلك، غالبًا ما تختفي الشخصيات الشريرة الرئيسية التي يواجهها لوبين بعد مواجهة واحدة. أما الشخصيات المتكررة مثل إيزيدور بوترليه أو هيرلوك شلومز، فهي تحاول فقط إحباط خطط لوبين، لكنها لا تمثل خصومًا حقيقيين أو تهديدات دائمة له.
الملاحظة الاخرى تتعلق بشعور موريس لوبلان بـ"القيود" التي فرضها نجاح شخصية أرسين لوبين. مثل كونان دويل، كان لوبلان يميل إلى كتابة روايات ذات طابع خيالي. وقد سبق له أن نشر روايات مثل العيون الثلاثة (Les trois yeux) والحدث المذهل (Le formidable événement) في عامي 1920 و1921. ورغم أهمية هذه الروايات في مسيرته الأدبية، إلا أنها لم تستطع أن تطغى على شهرة أرسين لوبين في أذهان الجمهور.
يمكن القول إن ظهور الكونتيسة يمثل محاولة جريئة من لوبلان لإثراء عالم لوبين بشخصية شريرة معقدة، تجمع بين الغموض، الكاريزما، والطابع الخارق للطبيعة. الكونتيسة ليست مجرد خصم، بل هي شخصية تضيف عمقًا جديدًا وصراعًا مختلفًا لعالم البطل النبيل. تُظهر الكونتيسة كيف حاول لوبلان دفع الحدود التقليدية لروايات لوبين نحو أبعاد أكثر جرأة وابتكارًا، ليبقي على الإثارة والتجدد في هذا العالم الروائي المميز.

## الاقتباس
تم اقتباس فيلم فرنسي تحت عنوان أرسين لوبين سنة 2004 من روايتي كونتيسة كاغليوسترو والإبرة المجوفة وبطولة رومان دوريس بدور لوبين.

## الترجمة العربية
- انتقام الكونتيسة كاليوسترو، دار النجمة للنشر والتوزيع، ٢٠٢٤.[2]
- إمراة أرسين - مكتبة معروف.[3]

## روابط خارجية
- نص الرواية كاملا على ويكي مصدر.
- الرواية على شكل كتاب مسموع.
- معلومات حول الفيلم المقتبس من الرواية.

1. ↑  "La-Comtesse-de-Cagliostro | Les Editions de Londres". www.editionsdelondres.com. اطلع عليه بتاريخ 2025-01-09.
2. ↑  "مجموعة أرسين لوبين". دار النجمة. اطلع عليه بتاريخ 2025-01-09.
3. ↑  "امرأة ارسين بقلم موريس لبلان". موريس لبلان. مؤرشف من الأصل في 2020-02-09.